# Phyllium palawanense
Phyllium palawanense is een insect uit de orde Phasmatodea en de familie Phylliidae. De wetenschappelijke naam van deze soort is voor het eerst geldig gepubliceerd in 2001 door Groesser.